# 시모나 릭테르
시모나 마르첼라 릭테르(독일어: Simona Marcela Richter, 1972년 3월 27일~)는 루마니아의 유도 선수이다. 2000년 하계 올림픽에서 여자 하프헤비급 동메달을 획득했으며 유럽 선수권 대회에서 은메달 2개, 동메달 1개를 획득했다.